# Porsche Tennis Grand Prix 2021
Porsche Tennis Grand Prix 2021 là một giải quần vợt nữ thi đấu trên mặt sân đất nện trong nhà. Đây là lần thứ 43 giải Porsche Tennis Grand Prix được tổ chức, và là một phần của WTA 500 trong WTA Tour 2021. Giải đấu diễn ra tại Porsche Arena ở Stuttgart, Đức, từ ngày 19 đến ngày 25 tháng 4 năm 2021.

## Điểm và tiền thưởng

### Phân phối điểm
| Sự kiện | VĐ  | CK  | BK  | TK  | Vòng 1/16 | Vòng 1/32 | Q  | Q2 | Q1 |
| Đơn nữ  | 470 | 305 | 185 | 100 | 55        | 1         | 25 | 13 | 1  |
| Đôi nữ  | 470 | 305 | 185 | 100 | 1         | —         | —  | —  | —  |

### Tiền thưởng
| Sự kiện | VĐ      | CK      | BK      | TK      | Vòng 1/16 | Vòng 1/32 | Q2     | Q1     |
| Đơn nữ  | $55,300 | $41,141 | $26,130 | $12,500 | $6,612    | $5,362    | $4,032 | $2,068 |
| Đôi nữ  | $20,346 | $14,314 | $8,064  | $4,436  | $2,824    | —         | —      | —      |

## Nội dung đơn

### Hạt giống
| Quốc gia | Tay vợt           | Xếp hạng1 | Hạt giống |
| -------- | ----------------- | --------- | --------- |
| AUS      | Ashleigh Barty    | 1         | 1         |
| ROU      | Simona Halep      | 3         | 2         |
| USA      | Sofia Kenin       | 4         | 3         |
| UKR      | Elina Svitolina   | 5         | 4         |
| BLR      | Aryna Sabalenka   | 7         | 5         |
| CZE      | Karolína Plíšková | 9         | 6         |
| CZE      | Petra Kvitová     | 10        | 7         |
| SUI      | Belinda Bencic    | 12        | 8         |

- 1 Bảng xếp hạng vào ngày 12 tháng 4 năm 2021.[2]

### Vận động viên khác
Đặc cách:
- Andrea Petkovic

Vượt qua vòng loại:
- Mona Barthel
- Ulrikke Eikeri
- Anna-Lena Friedsam
- Julia Middendorf
- Nastasja Schunk
- Stefanie Vögele

Thua cuộc may mắn:
- Ekaterine Gorgodze
- Tamara Korpatsch

### Rút lui
Trước giải đấu
- Victoria Azarenka → thay thế bởi  Zhang Shuai
- Kiki Bertens → thay thế bởi  Ekaterine Gorgodze
- Johanna Konta → thay thế bởi  Ekaterina Alexandrova
- Elena Rybakina → thay thế bởi  Tamara Korpatsch
- Iga Świątek → thay thế bởi  Angelique Kerber

## Nội dung đôi

### Hạt giống
| Quốc gia | Tay vợt           | Quốc gia | Tay vợt               | Xếp hạng1 | Hạt giống |
| -------- | ----------------- | -------- | --------------------- | --------- | --------- |
| USA      | Desirae Krawczyk  | USA      | Bethanie Mattek-Sands | 40        | 1         |
| CHN      | Xu Yifan          | CHN      | Zhang Shuai           | 47        | 2         |
| USA      | Hayley Carter     | BRA      | Luisa Stefani         | 52        | 3         |
| UKR      | Lyudmyla Kichenok | LAT      | Jeļena Ostapenko      | 65        | 4         |

- 1 Bảng xếp hạng vào ngày 12 tháng 4 năm 2021.

### Vận động viên khác
Đặc cách:
- Julia Middendorf /  Noma Noha Akugue

Bảo toàn thứ hạng:
- Oksana Kalashnikova /  Alla Kudryavtseva

### Rút lui
Trước giải đấu
- Chan Hao-ching /  Latisha Chan → thay thế bởi  Mona Barthel /  Anna-Lena Friedsam
- Ellen Perez /  Storm Sanders → thay thế bởi  Ulrikke Eikeri /  Ekaterine Gorgodze

## Nhà vô địch

### Đơn
- Ashleigh Barty đánh bại  Aryna Sabalenka, 3–6, 6–0, 6–3.

### Đôi
- Ashleigh Barty /  Jennifer Brady đánh bại  Desirae Krawczyk /  Bethanie Mattek-Sands, 6–4, 5–7, [10–5].